# Даніель Жеран
Даніель Жеран (фр. Daniel Jerent; нар. 4 червня 1991 року, Сен-Клод, Гваделупа, Франція) — французький фехтувальник на шпагах, олімпійський чемпіон 2016 року в командній шпазі, дворазовий чемпіон світу, чемпіон Європи та чемпіон Європейських ігор.

## Виступи на Олімпіадах
| Олімпіада | Дисципліна          | Місце |
| --------- | ------------------- | ----- |
| Ріо 2016  | індивідуальна шпага | 17    |
| Ріо 2016  | командна шпага      | 1     |